# Grigoriopol
Grigoriopol ([ɡriɡoriˈopol]; moldaviska: Григориопол; ryska: Григорио́поль, Grigoriopol; ukrainska: Григоріо́поль, Hryhoriopol) är en stad i den autonoma regionen Transnistrien i Moldavien. Staden hade 9 381 invånare (2014). Den ligger på Dnestrs västra flodbank.